# Løding
Løding ist eine Ortschaft in der norwegischen Kommune Bodø in der Provinz (Fylke) Nordland. Der Ort hat 3333 Einwohner (Stand: 1. Januar 2024).

## Geografie
Løding ist ein sogenannter Tettsted, also eine Ansiedlung, die für statistische Zwecke als eine städtische Siedlung gezählt wird. Der Ort liegt nordöstlich der Stadt Bodø am Ostufer des Fjords Saltfjorden. Genauer liegt die Ortschaft am Ostufer der Bucht Hopen. Etwas nördlich der Bucht und von Løding befindet sich der See Vatnvatnet. In der Umgebung gibt es zudem Moorgebiete, wobei im Nordosten das Tranmyran und das Svemyra liegen. Von Osten kommend fließt der Fluss Storelva durch den Ort. Dieser mündet schließlich in den Saltfjorden.

## Verkehr
Durch Løding führt der Riksvei 80. Dieser führt im Westen über eine Brücke über den Fjord und weiter Richtung Bodø. Im Osten stellt die Straße die Anbindung zur Europastraße 6 (E6) her. Des Weiteren mündet nicht weit östlich des Ortes der Fylkesvei 17, der auch als „Küstenstraße“ bekannt ist, in den Riksvei.  Die Bahnstrecke Nordlandsbanen verläuft am östlichen Ortsrand. Dort liegt auch der Haltepunkt Tverlandet.

## Kultur
In Løding liegt die Tverrlandet kirke. Die Kirche wurde im Jahr 1983 erbaut.